# Тигернан Мор О’Руайрк
Тигернан Мор О’Руайрк (Тириан О’Рурк) (убит в 1172) — король Брейфне (1124—1172). За счет союзов с королями Коннахта и верховными королями Ирландии Тойрделбахом Уа Конхобайром и его сыном Руайдри Уа Конхобайром значительно расширил территорию королевства Брейфне. В 1166 году участвовал в изгнании короля Лейнстера Диармайта Мак Мурхады из Ирландии, что привело в дальнейшем к англо-нормандском вторжению в Ирландию.

## Ранняя карьера
Тигернан Уа Руайрк, возможно, управлял Брейфне ещё в 1124 году. Согласно Книге Маккарти и Анналам четырёх мастеров, в 1124 году Тигернан в союзе с королями Миде и Лейнстера выступил против Тойрделбаха Уа Конхобайра. Анналы Ульстера и Анналы Тигернаха впервые упоминают о Тигернане Уа Руайрке в 1128 году, когда он участвовал в ограблении и убийстве людей архиепископа Армы.
В 1143 году Тигернан Уа Руайрк помогал верховному королю Ирландии и королю Коннахта Тойрделбаху Уа Конхобайру в подавлении восстания его сына Руайдри. В 1144 году Тигернан получил от Тойрделбаха Уа Конхобайра часть королевства Восточная Миде, а другую часть была передана Диармайту Мак Мурхаде, королю Лейнстера. В 1151 году король Брейфне Тигернан Уа Руайрк и король Лейнстера Диармайт Мак Мурхада участвовали в походе Тойрделбаха Уа Конхобайра на королевство Мунстер.

## Похищение Дербфоргайлл и норманнское вторжение в Ирландию
В 1152 году король Лейнстера Диармайт Мак Мурхада вторгся во владения Тигернан Уа Руайрка и похитил его жену Дербфоргайлл (Дерворгиллу) (1108—1193). Согласно Анналам четырёх мастеров, в 1153 году Дербфоргайлл была возвращена её мужу. В 1166 году король Брейфне Тигернан Уа Руайр, новый верховный король Ирландии Руайдри Уа Конхобайр и король Миде Диармайт Уа Маэлсехлайн вторглись в королевство Лейнстер, изгнав оттуда короля Диармайта мак Мурхаду. Несмотря на прошедшие четырнадцать лет между похищением Дербфоргайлл и изгнанием Диармайта мак Мурхады из Лейнстера, некоторые ирландские анналы заявляют о роли Тигернана Уа Руайрка в изгнании Диармайта Мак Мурхады, который желал отомстить последнему за похищение своей жены.
Диармайт Мак Мурхада бежал во владения английского короля Генриха II Плантагенета в Аквитании, где попросил у последнего помощи в восстановлении своей власти в Лейнстере. Генрих разрешил Диармайту набрать наёмников из числа своих подданных. Главным союзником Диармайта стал Ричард де Клер, граф Пембрук, которому были обещаны рука дочери Диармайта и королевство Лейнстер в наследство. В 1167 году Диармайт мак Мурхада вернулся в Ирландию с небольшим отрядом англо-нормандских рыцарей и потерпел поражение от войска Руайдри Уа Конхобайра, Тигернан Уа Руайрка и Диармайта Уа Маэлсехлайнна. Диармайту было разрешено остаться в Ирландии, но он вынужден был заплатить сто унций золота Тигернану за похищение его жены Дербфоргайлл и выдать заложников Руайдри Уа Конхобайру. Вскоре на помощь у Диармайту мак Мурхаде прибыли Роберт Фиц-Стефан, Херви де Монморанси, Раймонд ле Грос, а затем и сам Ричард де Клер, граф Пембрук, с крупными силами.
В 1170 году Диармайт Мак Мурхада и Ричард де Клер разграбили владения Тигернана Уа Руайрка в Миде. Согласно Анналам Тигернаха, Тигернан Уа Руайрк убедил Руайдри Уа Конхобайра умертвить заложников, которых передал ему Диармайт Мак Мурхада. В 1171 году Тигернан участвовал в неудачной осаде Руайдри Уа Конхобайром Дублина, который тогда был взят Мак Мурхадой и Ричардом де Клером. В том же году Тигернан совершил рейд на окрестности Дублина, но был отбит англо-норманнским гарнизоном под командованием Мило де Когана. В этом бою был убит Эйд, сын Тигернана.
Британский историк Гиральд Камбрийский сообщал, что Тигернан Уа Руайрк был одним из ирландских королей, которые принесли присягу на верность королю Англии Генриху Плантагенету после его прибытия в Ирландию в 1171 году.

## Смерть
Согласно Гиральду Камбрийскому, Тигернан Уа Руайрк был убит камбро-нормандским рыцарем Гриффином Фиц-Уильямом, который защищал Гуго де Ласи и Мориса Фиц-Джеральда. Тигернан Уа Руайрк был предательски убит во время неудачных переговоров с норманнским баронами на холме Тара. Согласно тому же Гиральду Камбрийскому, Тигернан сам пытался убить первых после неудачных переговоров. Анналы Тигернаха сообщают, что Тигернан Уа Руайрк был предан и убит в 1172 году Эоаном Мером, Ричардом де Клером Младшим, сыном Стронгбоу, и Домналлом, сыном Аннака Уа Руарка. Анналы четырёх мастеров заявляют, что его убийцами были Гуго де Ласи и Домналл. Ещё до своего отъезда из Ирландии в 1172 году английский король Генрих II Плантагенет назначил Гуго де Ласи лордом завоеванного королевства Миде.

## Дети
- Маэлсехлайнн Уа Руайрк, убит в 1162 году
- Эйд Уа Руайрк, убит в 1171 году под Дублином
- Дубхоблайг, жена короля Коннахта и верховного короля Ирландии Руайдри Уа Конхобайра.